# Estadio Ary Arthur Méndez
El Estadio Ary Arthur Méndez González (conocido popularmente como Estadio del Club Nacional de Salto del Guairá) es un estadio de fútbol de Paraguay situado en Salto del Guairá, departamento de Canindeyú. Cuenta con una capacidad para 2000 espectadores y es propiedad del Club Nacional SDG, militante de la tercera división.
El recinto está ubicado en el centro urbano del municipio, sobre la ruta PY03, a pocos kilómetros de la frontera con Mundo Novo, Brasil.

## Origen del nombre
El estadio recibe su nombre actual en homenaje a Ary Arthur Méndes Gonçalvez (hispanizado: Ary Arthur Méndez González, conocido popularmente como Don Ary) (1938 -2012) fundador del Club Nacional SDG y responsable de la planificación urbana y desarrollo de la ciudad de Salto del Guairá.
Era hijo de Carlos Ricardo Méndes Gonçalvez, quien junto con José Luis Serrati e Ibrahin Abud eran los dueños de la empresa Colonizadora Salto del Guairá S.A. quiénes que fundaron la ciudad de Salto del Guairá en 1959.
En los años 60s, su padre Carlos Méndes quedó como único dueño y accionista de la empresa, y luego en los años 70s Don Ary Méndes heredó y asumió el mando de la empresa, siendo recordado como un gran referente y vecino de la ciudad, además de uno de sus primeros pobladores y dirigentes.